# Laib (Einheit)
Laib ist eine alte Gewichtseinheit für Käse im Schweizer Kanton Appenzell. Abgeleitet ist sie von der Bezeichnung Laib für die Käseform.
Unterschieden wird der Käse beim Wiegen nach seinem Fettgehalt. Es gibt zwei Massgrößen:
- 1 Laib fett = 50 schwere Pfund = 608,2 holländische Ass und
- 1 Laib mager = 32 schwere Pfund = 389,248 holländische Ass = 40 preußische Pfund.